# Simulium udomi
Simulium udomi är en tvåvingeart som beskrevs av Takaoka och Choochote 2006. Simulium udomi ingår i släktet Simulium och familjen knott.
Artens utbredningsområde är Thailand. Inga underarter finns listade i Catalogue of Life.